# 九十年代
九十年代は、香港でかつて発行されていた政治評論雑誌。月刊。1970年2月に『七十年代』の誌名で創刊。1984年に『九十年代』に改題。「歴史的役割を終えた」という理由で1998年5月号を最後に無期休刊となった。